# Dichostemma
Dichostemma es un género perteneciente a la familia de las euforbiáceas con dos especies de plantas.

## Taxonomía
El género fue descrito por Jean Baptiste Louis Pierre y publicado en Bull. Mens. Soc. Linn. Paris 1: 1259. 1896. La especie tipo es: Dichostemma glaucescens Pierre	

## Especies aceptadas
A continuación se brinda un listado de las especies del género Dichostemma aceptadas hasta octubre de 2012, ordenadas alfabéticamente. Para cada una se indica el nombre binomial seguido del autor, abreviado según las convenciones y usos.
- Dichostemma glaucescens Pierre
- Dichostemma zenkeri Pax